# Franz Hildebrandt
Franz Hildebrandt (20 février 1909 à Berlin - 25 novembre 1985 à Édimbourg) est un théologien luthérien d'origine allemande, puis méthodiste, contraint à l'exil pendant la Seconde Guerre mondiale, puis actif au Royaume-Uni et aux États-Unis.

## Biographie
Hildebrandt est le fils du professeur d'art Edmund Hildebrandt (1872–1939) et de sa femme Ottilie Schlesinger (1872–1952). Il étudie la théologie à Berlin, Marburg et Tübingen (1926-1930). Pendant son séjour à Berlin, il se lie d'amitié avec Dietrich Bonhoeffer. En 1930, il obtient une licence (comparable à un doctorat) de l'Université de Berlin ; son premier livre (EST : Das Lutherische Prinzip) est basé sur sa thèse de doctorat.
Hildebrandt travaille pour l'Église protestante de l'Union prussienne pendant son temps probatoire (Vikariat) à Dobrilugk et à la Kirche zum Heilsbronnen (de) à Schöneberg (une localité de Berlin), et sa première affectation comme pasteur adjoint est à Kleinmachnow. Il est ordonné pasteur à Berlin le 18 juin 1933. Comme sa mère est d'origine juive, il est affecté par l'introduction du soi-disant paragraphe aryen dans certaines des églises protestantes d'Allemagne après l'arrivée au pouvoir des nazis en 1933. Hildebrandt démissionne de son poste en signe de protestation contre cette mesure de l'église et quitte l'Allemagne pour rejoindre son ami, Dietrich Bonhoeffer, qui est alors pasteur de la congrégation allemande à Londres.
Il retourne en Allemagne après trois mois, après avoir été invité par le pasteur Martin Niemöller à l'aider à construire le Pfarrernotbund, une organisation créée pour aider les pasteurs touchés par le tristement célèbre Paragraphe aryen. Peu de temps après l'arrestation de Niemöller et sa détention ultérieure jusqu'à la fin de la Seconde Guerre mondiale, Hildebrandt est lui-même arrêté. Des amis parviennent à obtenir sa libération, et il repart pour l'Angleterre, désormais en exil permanent.
Au cours des années suivantes, Hildebrandt contribue à la constitution de la congrégation protestante germanophone à Cambridge et travaille pour un certain nombre de projets liés à l'église, notamment des émissions en langue allemande sur la BBC. Au début de la guerre, il est interné pendant plusieurs mois, mais est libéré sur l'intervention de son ami, l'évêque George Kennedy Allen Bell de Chichester. Bell a une relation étroite avec Bonhoeffer et Hildebrandt (il les appelait «mes deux garçons»).
En dépit de sa relation étroite avec Bell, Hildebrandt ne peut se résoudre à rejoindre l'Église d'Angleterre et à devenir prêtre au sein de cette église, car cela aurait nécessité une nouvelle ordination par un évêque anglican - ce que Hildebrandt ne pouvait pas accepter car cela aurait implicitement déclaré invalide son ordination en Allemagne.
Hildebrandt s'associe par la suite de plus en plus étroitement au méthodisme et devient finalement ministre dans cette église. Il commence à étudier les racines théologiques du méthodisme dans les travaux de John Wesley et développe une perspective théologique sur Wesley (et le méthodisme en général) en tant que développement de la solide théologie de la Réforme. Il commence à travailler comme pasteur méthodiste à Romsey Town, au sud de Cambridge (1946), puis à Édimbourg (1951-1953).
Hildebrandt épouse Nancy Hope Wright en 1943; Le couple a trois enfants; David, Ruth et Esther.
Après avoir fait tout son possible pendant plusieurs années pour trouver un poste universitaire en Angleterre, notamment un doctorat supplémentaire à l'Université de Cambridge (1941), Hildebrandt est finalement appelé à un poste d'enseignant à l'Université Drew, une université méthodiste aux États-Unis, où il enseigne la théologie biblique de 1953 à 1967. Pendant ce temps, il est invité à représenter le Conseil méthodiste mondial en tant qu'observateur au Concile Vatican II. Il reçoit également un doctorat honorifique de l'Université ecclésiastique de Berlin (de) au cours de cette période (1960).
De retour en Écosse en 1968, Hildebrandt quitte bientôt l'Église méthodiste à la suite des pourparlers d'union alors en cours avec l'Église d'Angleterre, qui l'auraient obligé une fois de plus à se soumettre à une nouvelle ordination. Il rejoint l'Église presbytérienne d'Écosse et est pasteur actif et aumônier d'hôpital à Édimbourg jusqu'à sa mort en 1985. Sa femme Nancy est décédée le 12 juillet 2008, à l'âge de 89 ans. David est décédé le 16 juin 2002.
Hildebrandt est bien connu dans les cercles méthodistes en raison de son travail sur la théologie et les hymnes de John et Charles Wesley. Contrairement à Eberhard Bethge, l'ami le plus proche de Bonhoeffer des années plus tard, Hildebrandt a délibérément évité le débat sur la théologie de Bonhoeffer qui a suivi à partir des années 1950.

## Ouvrages
- Franz Hildebrandt, Est : Das Lutherische Prinzip. Göttingen : Vandenhoeck & Ruprecht, 1931.
- Dietrich Bonhoeffer & Franz Hildebrandt, Glaubst du, so hast du : Versuch eines Lutherischen Katechismus (1932). Plus tard publié dans : Dietrich Bonhoeffer, Gesammelte Schriften, Volume 3, Munich : Kaiser, 1966, pp. 248–257.
- [anonyme] Martin Niemöller und sein Bekenntnis. Zollikon : Verlag der Evangelischen Buchhandlung, 1938 ; Traduction française : Pasteur Niemoller et son Credo . Londres 1939.
- Franz Hildebrandt, Theologie für Refugees: Ein Kapitel Paul Gerhardt . Publié par le Comité de l'Église d'Angleterre pour les chrétiens "non aryens". Londres: The Finsbury Press, 1940.
- Franz Hildebrandt (éd. ), "Et d'autres pasteurs de ton troupeau": Un hommage allemand à l'évêque de Chichester, Cambridge: Cambridge University Press, 1942.
- Franz Hildebrandt, Melanchthon : extraterrestre ou allié ? Cambridge: Cambridge University Press, 1946.
- Franz Hildebrandt, De Luther à Wesley. Londres : Lutterworth Press, 1951.
- Franz Hildebrandt, Le christianisme selon les Wesley: les conférences Harris Franklin Rall, 1954, prononcées au Garrett Biblical Institute, Evanston, Illinois. Londres : Epworth Press 1956 ; Grand Rapids : Baker, 1996.
- Franz Hildebrandt (éd. ), Wesley Hymnbook. Kansas City 1963.
- Franz Hildebrandt, J'ai offert le Christ : une étude protestante de la messe. Londres : Epworth Press, 1967.
- Franz Hildebrandt et Oliver A. Beckerlegge (éd. ), Une collection d'hymnes à l'usage des gens appelés méthodistes. (Les œuvres de John Wesley, vol. 7), Oxford : Clarendon Press 1983 ; Nashville : Abingdon Press 1991.